# Rugási Gyula
Rugási Gyula (Kaposvár, 1954. november 6. –) magyar klasszika-filológus, filozófiatörténész, egyetemi tanár.

## Élete
Klasszika-filológiai, filozófiai, és teológiai képzettséget szerzett. 1992-től a Szent Pál Akadémia, 2009-től a Országos Rabbiképző – Zsidó Egyetem oktatója. 1998-ban C.Sc, 2005-ben D.Sc, 2008-ban habil. címet szerzett.
Kutatási területe az ókori filozófia-, teológiai- és irodalomtörténet, a középkori és XX. századi zsidó filozófia. Több könyve mellett könyvrészletek és folyóiratcikkek kapcsolódnak a nevéhez.

## Önállóan megjelent könyvei, füzetei
- Szent Orpheus arcképe [Szentkuthy Miklósról]; JAK–Pesti Szalon, Budapest, 1992 (JAK)
- Örök romok; Latin Betűk, Debrecen, 1997
- Epheszoszi történet; Latin Betűk, Debrecen, 1998
- Költészet és apokalipszis: hebraisztikai tanulmányok, Budapest: Universitas Kiadó – Országos Főrabbi Hivatal, 2000
- XX. századi freskó. Határ Győző életművéről; Széphalom Könyvműhely, Budapest, 2000
- A pillanat foglya, Gond-Cura Alapítvány; Palatinus Kiadó, 2002
- Eszkhatológia és történet-teológia, Jelenkor Kiadó, 2004 (Zétémata)
- Korszakok párbeszéde. A zsidóság, mint szellemi hovatartozás; Jószöveg Műhely, Budapest, 2006
- Elváló utak. Rabbinikus és ókeresztény exegézis; szerk. Rugási Gyula; Jószöveg Műhely, Budapest, 2008
- Örök képmás. Képteológia a zsidó-keresztény hagyományban; szerk. Rugási Gyula; Jószöveg Műhely, Budapest, 2011
- Messianizmus és történetfilozófia; Gond-Cura Alapítvány, Budapest, 2012 (Gutenberg tér)
- A historizmus fantomja, Jószöveg Műhely Kiadó, 2012
- Léten túli etika, Gond-Cura Alapítvány, 2015 (Gutenberg tér)
- Mózes és a könyv, Pesti Kalligram, 2020

## Videófelvétel
- https://www.youtube.com/watch?v=rcNuUquQjF8